# Víktor Rjaksíniki
Víktor Rjaksíniki (en ucraïnès: Віктор Ржаксінікій) o Víktor Rjaksinski (en rus: Виктор Альбертович Ржаксинский), (Krementxuk, Ucraïna, 17 d'octubre de 1967) és un exciclista ucraïnès. Fou professional del 1991 fins al 1993, però els seus principals èxits foren en la seva època d'amateur quan encara era soviètic.

## Palmarès
- 1991
  -  Campió del món en rutta amateur
  - 1r a la Cursa de la Pau

### Resultats a la Volta a Espanya
- 1993. 82è de la classificació general